# Lorenzo Piretto

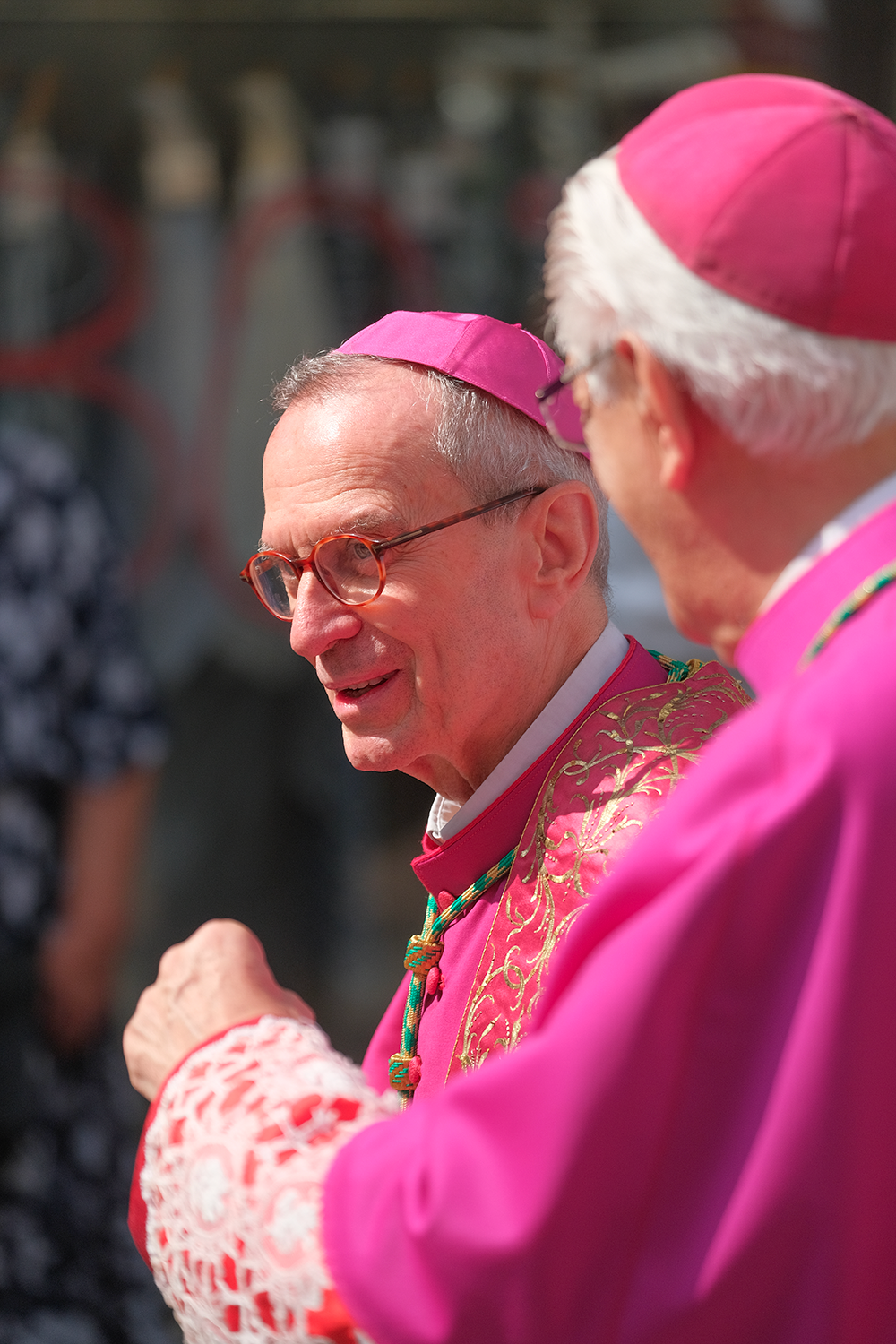
Erzbischof Lorenzo Piretto

Bischofswappen von Lorenzo Piretto

Lorenzo Piretto OP (* 15. Dezember 1942 in Mazzè, Italien) ist ein italienischer römisch-katholischer Geistlicher und emeritierter Erzbischof von Izmir.

## Leben
Lorenzo Piretto trat 1958 in Fiesole dem Dominikanerorden bei und legte am 16. Dezember 1963 die ewige Profess ab. Er empfing am 4. August 1966 das Sakrament der Priesterweihe. Nach weiteren Studien erwarb er 1967 in Bologna ein Lizenziat in Theologie und 1972 in Turin einen Doktortitel in Philosophie. Am Ordensstudium der Dominikaner in Chieri hatte er von 1967 bis 1974 einen Lehrauftrag und anschließend lehrte er in Turin Philosophie. Von 1976 bis 1983 war er zudem Novizenmeister in Chieri.
Seit 1983 war er in der Türkei tätig. An der Marmara-Universität lehrte er von 1986 bis 1996 Italienisch und von 1992 bis 2005 Latein. Im Orden war er von 1987 bis 2007 Prior des Konvents in Istanbul. Von 1993 bis 2010 war er Provinzial der Ordensprovinz der Türkei und ab 2014 Prior des Konvents in Izmir. Von 1988 bis 2014 war er Pfarrer in Istanbul und von 1992 bis 2014 Generalvikar des Apostolischen Vikariats Istanbul.
Am 7. November 2015 ernannte ihn Papst Franziskus zum Erzbischof von Izmir. Der armenisch-katholische Erzbischof von Istanbul, Lévon Zékian, spendete ihm am 19. Dezember desselben Jahres die Bischofsweihe. Mitkonsekratoren waren der Apostolische Vikar von Anatolien, Paolo Bizzeti SJ, und der Apostolische Vikar von Istanbul, Louis Pelâtre AA.
Am 8. Dezember 2020 nahm Papst Franziskus seinen altersbedingten Rücktritt an. Vom 24. Dezember 2020 bis 18. Dezember 2021 war Lorenzo Piretto für die Zeit der Vakanz Apostolischer Administrator des Apostolischen Vikariats Istanbul und des Apostolischen Exarchats Istanbul.
Piretto spricht neben der italienischen auch die türkische, englische, französische und deutsche Sprache.